# Bandeira de Aracaju
A Bandeira de Aracaju é um dos símbolos oficiais do município de Aracaju, capital do estado de Sergipe, Brasil.
Seu desenho é baseado no da Bandeira Estadual, ou seja, possui quatro listras horizontais de mesma largura nas cores verde e ouro intercaladas.
No lugar do cantão superior esquerdo está um campo branco com altura e largura equivalente à metade da largura total da bandeira. No centro do campo branco está o Brasão de Aracaju.

## Simbolismo
Tal como na bandeira estadual, as cores da bandeira de Aracaju (verde, amarelo e branco) representam a integração da cidade e do estado ao Brasil, enquanto o brasão representa o município.